# 치얼업 (드라마)
《치얼업》은 2022년 10월 3일부터 2022년 12월 13일까지 방송된 SBS 월화 드라마이다.

## 기획 의도
찬란한 역사를 뒤로 하고 망해가는 대학 응원단에 모인 청춘들의 뜨겁고 서늘한 캠퍼스 미스터리 로코

## 제작진

### 제작사
- 스튜디오 S

### 기획
- 이옥규 : (SBS 월화 드라마 《사내 맞선》(책임프로듀서), SBS 금토 드라마 《모범택시》(프로듀서), SBS 월화 드라마 《VIP》(프로듀서), SBS 수목 드라마 《친애하는 판사님께》(제작총괄), SBS 수목드라마 《수상한 파트너》(프로듀서) 등)

### 연출
- 한태섭 : ( SBS 수목 드라마 《질투의 화신》(조연출), SBS 금토 드라마 《스토브리그》(공동연출) 등 연출 )

- 오준혁

### 극본
- 차해원 : (SBS 월화 드라마 《VIP》 (집필) 등 집필)

## 등장 인물
- 모든 등장인물들의 나이는 드라마의 시대적 배경인 2019년 기준 세는나이로 한다.

### 태이아 현역 단원들
- 한지현 : 도해이 (20살, 여) 역 (아역: 김하은, 박민하) - 이 드라마 전체의 주인공. 연희대학교 응원단 신입 단원, 신입생. #신학과.
- 배인혁 : 박정우 (23살, 남) 역 - 연희대학교 응원단 단장, 4학년. #천문우주학과.
- 김현진 : 진선호 (20살, 남) 역 - 연희대학교 응원단 신입 단원, 신입생. #의예과.
- 장규리 : 태초희 (23살, 여) 역 - 연희대학교 응원단 부단장, 3학년. #화학공학과.
- 이정준 : 기운찬 (22살, 남) 역 - 연희대학교 응원단 훈련부장, 2학년. #경제학과.
- 한수아 : 최소윤 (21살, 여) 역 - 연희대학교 응원단, 2학년. #경영학과. 지윤의 일란성 쌍둥이 동생.
- 이은샘 : 주선자 (20살, 여) 역 - 연희대학교 응원단 신입 단원, 신입생. #의류환경학과. 알잘딱깔센의 정석.
- 김신비 : 임용일 (20살, 남) 역 - 연희대학교 응원단 신입 단원, 신입생. #의예과.
- 현우석 : 김민재 (22살, 남) 역 - 연희대학교 응원단 신입 단원, 신입생. #기계공학과. 삼수까지 하며 연희대 응원단에 들어온 응원단 바라기. 이 드라마 페이크 빌런. 동기들보다 2살이나 많지만 동기들 그 누구도 형이나 오빠라고 부르지 않는다.

### 연희대 주요 인물
- 양동근 : 배영웅 (38살, 남) 역 - 연희대학교 응원단 OB. #건물주 #치얼스 사장
- 류현경 : 신지영 (38살, 여) 역 - 연희대학교 학생처 차장
- 송덕호 : 송호민 (24살, 남) 역 - 연희대학교 방송부 3학년. #신문방송학과
- 남중규 : 정수일 (25살, 남) 역 - 작년 단장. 전형적인 꼰대 선배로 화가 나면 주먹부터 나가는 다혈질
- 은해성 : 이재혁 (20살, 남) 역 - 연희대학교 의예과 신입생, 해이의 고등학교 동창이자 옛 연인. 해이가 오래전부터 아버지와 사별한 편모 집안에 가장형편까지 어렵다는 사실을 알면서부터 해이와 헤어지려고 했다.

### 호경대 단원들
- 정신혜 : 이하진 (23살, 여) 역 - 호경대학교 응원단 단장, 재벌 4세
- 한수아 : 최지윤 (21살, 여) 역 - 호경대학교 응원단 신입 단원, 소윤의 일란성 쌍둥이 언니

### 가족들
- 장영남 : 성춘양 (47살, 여) 역 - 해이와 재이의 어머니. 오래전 남편과 사별하고 두 남매를 홀로 키워 왔다.
- 백지원 : 황진희 (47살, 여) 역 - 선호의 어머니이자 민철의 아내. 춘양과는 오래 전부터 친구 사이
- 윤복인 : 정선혜 (51살, 여) 역 - 정우의 어머니. 고스톱을 좋아한다.
- 권혁 : 진민철 (49살, 남) 역 - 선호의 아버지이자 진희의 남편, 유명 법률회사 변호사
- 이민재 : 도재이 (19살, 남) 역 (아역: 박민준) - 해이의 남동생이자 춘양의 아들. 마지막회에서 호경대학교에 입학해 응원단 이그니스 활동을 하고 있다.
- 임우철 : 해이와 재이의 아버지 역 - 남매가 어렸던 시절 사망. 영정사진으로만 등장했다. 해이의 말에 의하면 생전에 사업하느라 바빠서 바다를 구경하는 것도 어려웠다고 한다.
- 미상 : 해이 재이 큰외삼촌 역 - 돈에 욕심이 많아 여동생 춘양과도 의절했다. 통영에 거주중이다.

### 그 외 인물
- 조성준 : 학생회장 역
- 유이준 : 방송부장 역
- 미상 : 이성철 역 - 선호 친구 광철의 동생. 해이의 과외학생, 재이와 다투고 경찰서에서 해이를 다시 만났다.
- 임지호 : 김진일 역 - 테이아 49기. 해이를 괴롭히지만 남들이 이런 사실을 잘 모른다.
- 변윤정 : 성철의 어머니 역 - 아들이 재이와 다투자 자기 자식 편만 들어준다.
- 박보연: 이유민 역 - 2년 전 무대 사고를 당했다.

### 특별출연
- 윤병희 : 테이아 졸업생. 신내림을 받은 인물.
- 김도현 : 선자의 아버지
- 김수진 : 이순자 역. 선자의 어머니

## 시청률
최저 시청률과 최고 시청률은 시청률 조사회사와 지역별로 시청률에 차이가 있을 수 있습니다.
| 2022년 | 2022년    | 2022년         | 2022년       |
| 회차   | 방송일    | AGB 시청률     | AGB 시청률   |
| 회차   | 방송일    | 대한민국(전국) | 서울(수도권) |
| ------ | --------- | -------------- | ------------ |
| 제1회  | 10월 3일  | 2.3%           | -            |
| 제2회  | 10월 4일  | 2.1%           | -            |
| 제3회  | 10월 10일 | 2.2%           | 2.8%         |
| 제4회  | 10월 11일 | 2.4%           | -            |
| 제5회  | 10월 17일 | 2.4%           | -            |
| 제6회  | 10월 18일 | 3.2%           | 3.9%         |
| 제7회  | 10월 24일 | 2.2%           | -            |
| 제8회  | 10월 25일 | 2.6%           | -            |
| 제9회  | 11월 8일  | 2.2%           | -            |
| 제10회 | 11월 14일 | 2.4%           | -            |
| 제11회 | 11월 15일 | 2.2%           | -            |
| 제12회 | 11월 29일 | 2.4%           | -            |
| 제13회 | 12월 5일  | 1.7%           | -            |
| 제14회 | 12월 6일  | 1.8%           | -            |
| 제15회 | 12월 12일 | 1.9%           | -            |
| 제16회 | 12월 13일 | 2.2%           | -            |

## 수상
- 2022년 SBS 연기대상 남자부문 신인연기상 (김현진)
- 2022년 SBS 연기대상 남자부문 신인연기상 (배인혁)
- 2022년 SBS 연기대상 여자부문 신인연기상 (이은샘)
- 2022년 SBS 연기대상 여자부문 신인연기상 (장규리)
- 2022년 SBS 연기대상 베스트 팀워크상 (한수아)

## 참고 사항
- 극중 도해이의 어린 시절을 연기했던 박민하는 MBC 수목드라마 《W》이후 6년만에 복귀하였다

## 결방 사유
- 2022년 10월 31일 ~ 11월 1일 이태원 압사 사고 여파로 인한 결방.
- 2022년 11월 7일 : SBS 스포츠 2022년 한국시리즈 5차전 《키움 히어로즈 VS SSG 랜더스》 중계방송으로 인한 결방.
- 2022년 11월 21일, 11월 22일, 11월 28일 : 2022 카타르 월드컵 중계방송으로 인한 결방.